# MAH F1
MAH F1 – francuska przeciwburtowa mina przeciwpancerna wprowadzona do uzbrojenia Armée de terre w 1968 roku. Głównym elementem zapalnika jest mający długość 60 m przewód elektryczny którego przerwanie powoduje wybuch. Możliwe jest także ręczne spowodowaniu wybuchu przy pomocy urządzenia odpalającego połączonego z miną przewodem o długości 50 m. Elementem rażącym cel jest pocisk formowany wybuchowo z miedzi.